# Textúrázás

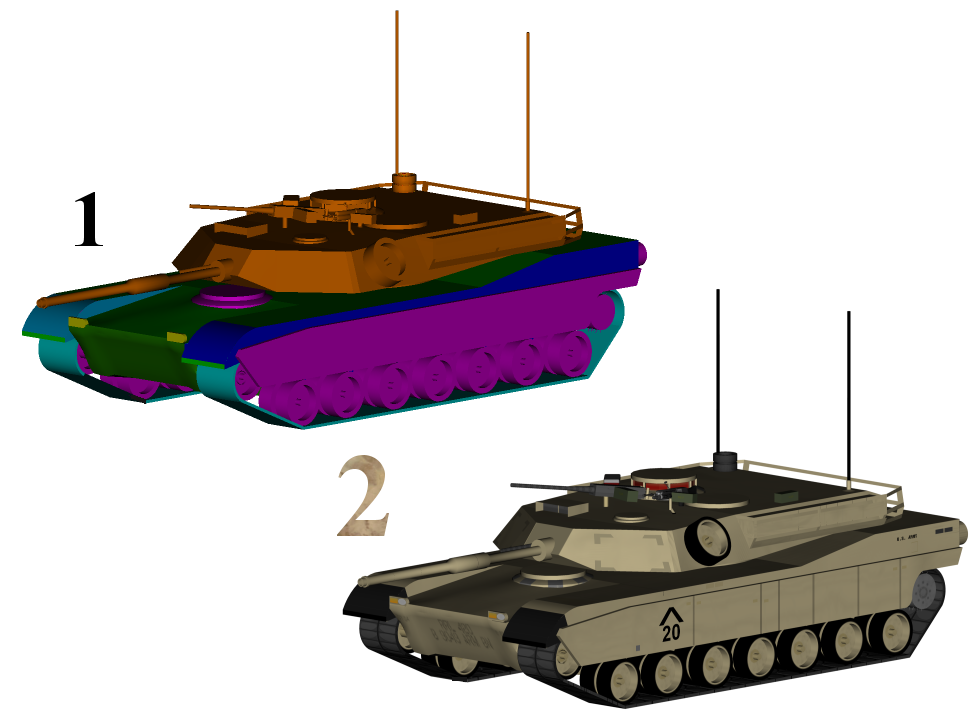
1. modell: 3D-s modell textúra nélkül
2. modell: 3D-s modell textúrával

A texture mapping eljárás egy részletes területnek ad egy felületi mintát vagy színt egy számítógép által létrehozott grafikához vagy 3D-s modellhez. Az eljárás forradalmi alkalmazása Dr Edwin Catmull 1974-es doktori disszertációjából származik. A texture mapping alkalmas falak vagy sokszögek textúrázásra és például akár egy világos papírból egy világosabb doboz készítésére is.

## Külső hivatkozások
- Textúra készítése Photoshop-pal Archiválva 2008. július 31-i dátummal a Wayback Machine-ben (angolul)
- Perspective Corrected Texture Mapping a GameDev.net-en (angolul)
- Bevezetés a texture mapping-be C-val és SDL-lel (angolul)
- Textúrált terepet programozása XNA/DirectX-szel Archiválva 2008. augusztus 28-i dátummal a Wayback Machine-ben (angolul)
- Perspective correct textúrázás (angolul)
- Idő textúrázás texture mapping bezier vonalakkal (angolul)
- Polynomial Texture Mapping Interactive Relighting for Photos (angolul)